# به رژه سیاه خوش آمدی
«به رژه سیاه خوش آمدی» (به انگلیسی: Welcome to the Black Parade) تک‌آهنگی از گروه موسیقی آلترنتیو راک مای کمیکال رومنس است که در سال ۲۰۰۶ میلادی منتشر شد.
این تک‌آهنگ در چارت‌های در رتبه اول و در چارت‌های ، جزو ده ترانه اول قرار گرفت.